# NGC 404
NGC 404 est une petite galaxie lenticulaire située à environ 10 millions d'années-lumière dans la constellation d'Andromède. Sa vitesse par rapport au fond diffus cosmologique est de −336 ± 22 km/s. 

## Caractéristiques
Sa vitesse par rapport au fond diffus cosmologique est de −336 ± 22 km/s. NGC 404 s'approche donc de la Voie lactée et ne peut utiliser sa vitesse pour calculer sa distance. NGC 404 a été découverte par William Herschel en 1784. NGC 404 se trouve juste au-delà du Groupe local et ne semble pas gravitationnellement liée à ce dernier.

## Observation
NGC 404 est visible à l'aide de petits télescopes. La galaxie est située à environ 7 minutes d'arc de l'étoile Mirach. Surnommée « Mirach's Ghost » (le fantôme de Mirach), NGC 404 est une cible difficile à observer ou à photographier en raison de l'intensité lumineuse de l'étoile,.

## Morphologie
NGC 404 est une galaxie lenticulaire naine très isolée, un peu plus lumineuse et plus petite que le Petit Nuage de Magellan. Contrairement à beaucoup d'autres galaxies de type précoce, elle est très riche en hydrogène neutre, la plus grande partie de ce dernier étant concentrée sur une paire de grands anneaux autour d'elle. Il y a également des formations d'étoiles à la fois en son centre et dans ses régions périphériques.
Le disque de gaz extérieur ainsi que la formation d'étoiles auraient été créés par une ou plusieurs fusions de galaxies avec de plus petites galaxies il y a environ un milliard d'années. NGC 404 serait possiblement une ancienne galaxie spirale qui aurait été ainsi transformée en une galaxie lenticulaire.

## Émission LINER
NGC 404 contient une région à faible ionisation nucléaire émission en ligne (LINER), un type de région qui se caractérise par l'émission de la raie spectrale des atomes faiblement ionisés. Un amas d'étoiles nucléaire est également présent ainsi qu'un trou noir supermassif, avec une masse de plusieurs dizaines de milliers de masse solaires.

## Mesures de distance
Au moins deux techniques ont été utilisées pour mesurer les distances à NGC 404. La technique d'estimation de distance qui mesure les fluctuation de la brillance de surface infrarouges des galaxies spirales en fonction de la granularité de l'apparence de leurs bosses. La distance mesurée à NGC 404 en utilisant cette technique en 2003 est de 9,9 ± 0,5 millions d'a.l. (∼ 3,04 Mpc).
Cependant, NGC 404 est suffisamment proche pour que les supergéantes rouges puissent être visualisées comme des étoiles individuelles. La lumière de ces étoiles ainsi que les connaissances de la façon dont les étoiles proches doivent être comparées au sein de la galaxie de la Voie Lactée permet la mesure directe de la distance de la galaxie. Cette méthode est appelée la méthode du Sommet de la branche des géantes rouges (TRGB). La distance estimée à NGC 404 en utilisant cette technique est de 10,0 ± 1,2 millions d'a.l. (∼ 3,07 Mpc). En moyenne, ces mesures de distance donnent une estimation de la distance de 10,0 ± 0,7 millions d'a.l. (∼ 3,07 Mpc).
La base de données NED rapporte douze mesures non basées sur le décalage vers le rouge (redshift) variant 2,400 Mpc à 10.000 Mpc. La moyenne de ces mesures est de 3,855 ± 2,036 Mpc (∼12,6 millions d'al)

## Galerie

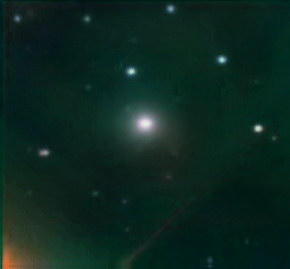
NGC 404 par Odd Trondal.
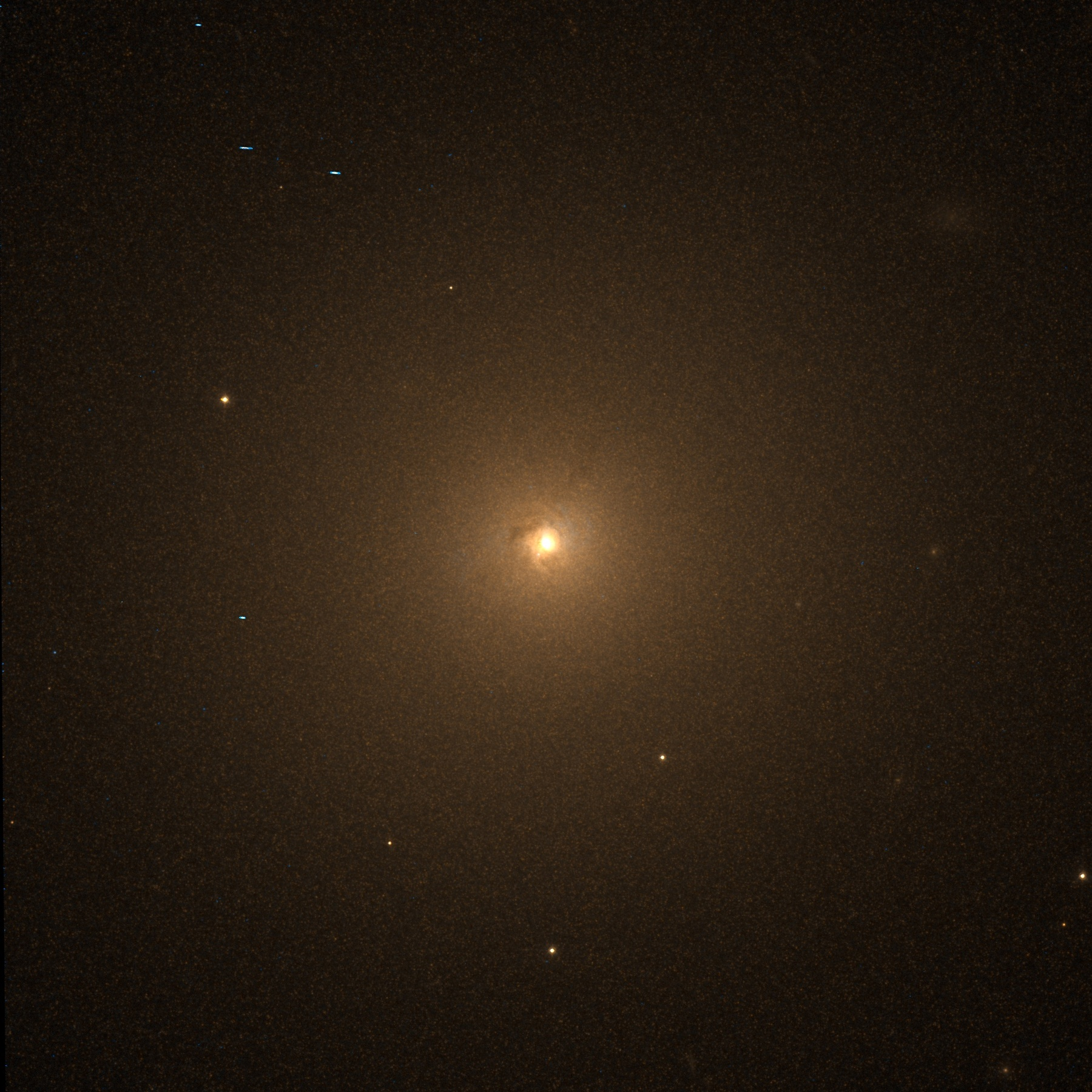
NGC 404 par le télescope spatial Hubble.
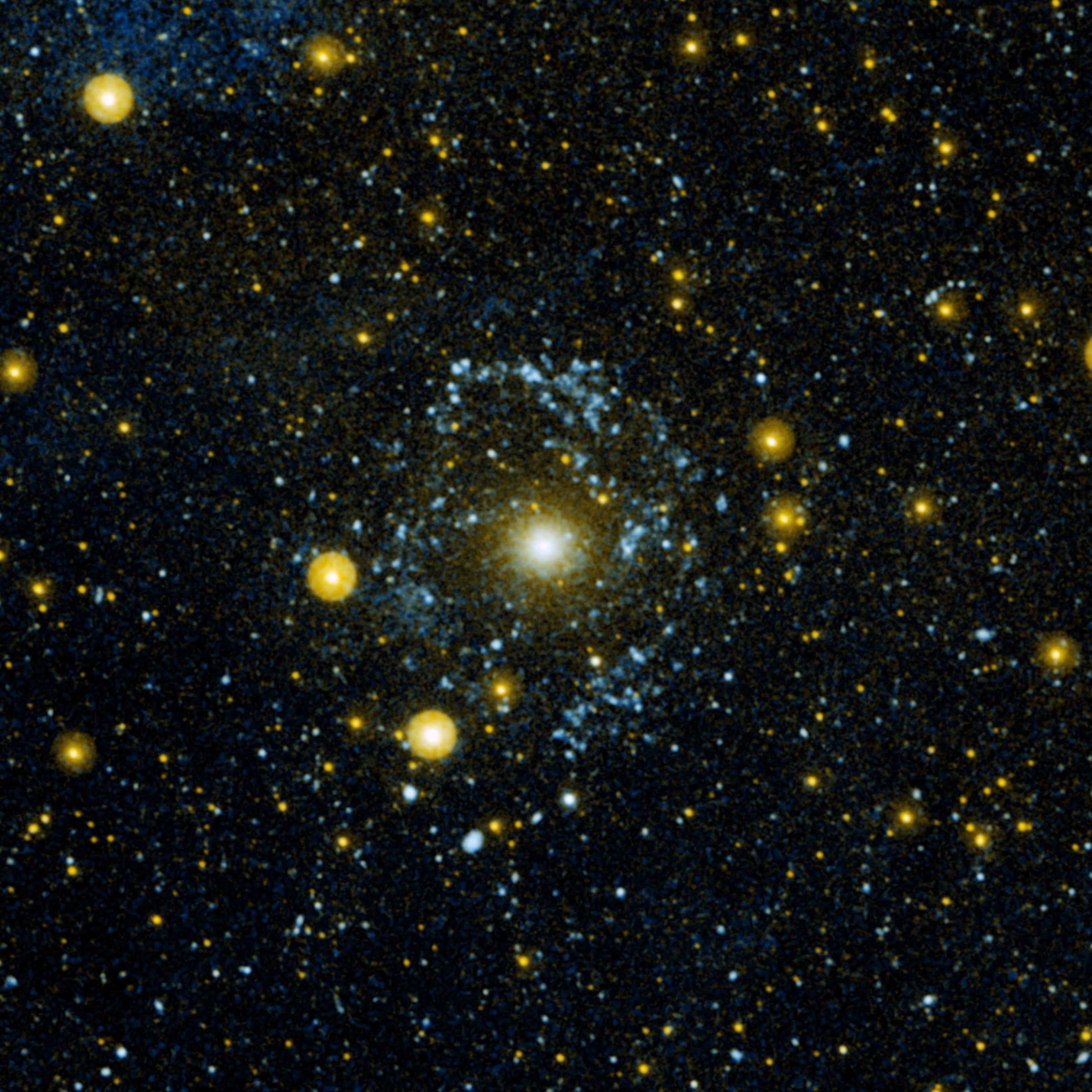
Le fantôme de Mirach en ultraviolet.